# تاوريرت (آيت بوسعيد)
تاوريرت هو دُوَّار يقع بجماعة إكرفراون، إقليم الحوز، جهة مراكش آسفي في المملكة المغربية. ينتمي الدوّار لمشيخة آيت بوسعيد التي تضم 15 دوار. يقدر عدد سكانه بـ 426 نسمة حسب الإحصاء الرسمي للسكان والسكنى لسنة 2004.

## روابط خارجية
- البوابة الوطنية للجماعات الترابية نسخة محفوظة 12 مارس 2018 على موقع واي باك مشين.
- المندوبية السامية للتخطيط